# CIRCOM
CIRCOM er en international organisation og sammenslutning af europæiske regionale public service tv-stationer.
CIRCOM blev grundlagt i 1973 på Prix Italia i Venedig af en lille gruppe audiovisuelle fagfolk, samlet omkring Pierre Schaefferz.